# Desmostachya
Desmostachya (Stapf) Stapf é um género botânico pertencente à família Poaceae, subfamília Chloridoideae, tribo Eragrostideae.
As espécies ocorrem na África e Ásia.

## Espécies
- Desmostachya bipinnata (L.) Stapf
- Desmostachya cynosuroides Stapf ex Massey